# Euxoa unica
Euxoa unica là một loài bướm đêm trong họ Noctuidae.